# 2. Buch der Könige
| Nevi’im (Propheten) des Tanach                                                      |
| ----------------------------------------------------------------------------------- |
| Vordere Propheten                                                                   |
| - Buch Josua - Buch der Richter - Samuel (1. und 2. Buch) - Könige (1. und 2. Buch) |
| Hintere Propheten                                                                   |
| - Jesaja - Jeremia - Ezechiel - Zwölfprophetenbuch                                  |

Das 2. Buch der Könige ist ein Buch des jüdischen Tanach bzw. des christlichen Alten Testaments. Seit dem Mittelalter wird es in 25 Kapitel unterteilt. In der Septuaginta (und infolgedessen in den christlichen Ostkirchen) heißt es das 4. Buch der Königreiche.
Ursprünglich bildeten beide Bücher der Könige nur ein Buch, vergleiche die Schlussmasora nach (2 Kön 25,30 ).
Die Teilung der Bücher nach 1 Kön 22,54  – mitten in der Geschichte Ahasjas von Israel – ist sachlich nicht gerechtfertigt. Die Teilung in zwei Bücher stammt aus der Tradition der Septuaginta, wo sie wahrscheinlich durch die handhabbare Länge einer Schriftrolle bedingt war – griechische Texte nehmen bedingt durch den Aufbau der griechischen Sprache (lange Wörter) und Schrift (viele Vokale) wesentlich mehr Platz ein als hebräische Texte (kurze Wörter, keine Vokale) desselben Inhalts. Sie wurde in der Vulgata tradiert und im späten Mittelalter auch zurück in die Hebräische Bibel übernommen.
Das 2. Buch der Könige setzt die Geschichte der getrennten Reiche Israel und Juda (israelitischen Reichsteilung 926 v. Chr.) bis zum Untergang Samarias in 2. Kön 17 fort. Danach folgt die Geschichte Judas bis zum Fall Jerusalems und der späteren Begnadigung Jojachins.

## Gliederung
(nach der Elberfelder Bibel; der erste Teil dieser Gliederung findet sich im Artikel: 1. Buch der Könige)

### 2. Geschichte der getrennten Reiche (Fortsetzung) (1. Könige 12,1 – 2. Könige 17,41)
| Kapitel      | Überschrift (nach der Elberfelder Bibel)                                                                           |
| ------------ | --- |
| 1,1–18       | Ahasja von Israel – Sein Götzendienst, Elias Gerichtsandrohung, Ahasjas Tod                                        |
| 2,1–18       | Elija und Elischa – Elias Himmelfahrt                                                                              |
| 2,19–25      | Wundertaten des Elisa: Hilfe in Jericho, Gericht in Bethel                                                         |
| 3,1–27       | Joram von Israel – Krieg gegen die Moabiter – Hilfe durch Elisa                                                    |
| 4,1–7        | Elisa und der Ölkrug der Witwe                                                                                     |
| 4,8–37       | Elisa und der Sohn der Schunemiterin                                                                               |
| 4,38–44      | Elisa und die vergiftete Speise – Elisa und die Hungernden                                                         |
| 5,1–27       | Elisa und die Heilung des Naaman – Gericht über Gehasi                                                             |
| 6,1–7 –16,7  | Elisa und das schwimmende Eisen                                                                                    |
| 6,8–23       | Elisa vereitelt die Kriegsabsichten der Aramäer                                                                    |
| 6,24 -7,1–20 | Hungersnot im belagerten Samaria – Weissagung Elisas – Samarias Rettung                                            |
| 8,1–6        | Elisa und die Schunemiterin                                                                                        |
| 8,7–15       | Elisa und Hasael von Damaskus                                                                                      |
| 8,16–24      | Joram von Juda |
| 8,25–29      | Ahasja von Juda |
| 9,1–13       | Jehu von Israel: Salbung zum König                                                                                 |
| 9,14–37      | Jehus Aufstand: Tod Jorams von Israel, Ahasjas von Juda und Isebels                                                |
| 10,1–17      | Ausrottung des Hauses Ahabs durch Jehu                                                                             |
| 10,18–36     | Ausrottung des Baalsdienstes durch Jehu                                                                            |
| 11,1–20      | Herrschaft der Atalja in Jerusalem – Verschwörung des Priesters Jojada gegen sie – Einsetzung des Joasch zum König |
| 12,1–17      | Joasch von Juda – Ausbesserung des Tempels                                                                         |
| 12,18–22     | Auslieferung der Tempelschätze an die Aramäer durch Joasch – Seine Ermordung                                       |
| 13,1–9       | Joahas von Israel                                                                                                  |
| 13,10–25     | Joasch von Israel – Elisas letzte Weissagung und Tod                                                               |
| 14,1–22      | Amazja von Juda – Sein Krieg mit Joasch von Israel – Ende des Joasch und des Amazja                                |
| 14,23–29     | Jerobeam II. von Israel                                                                                            |
| 15,1–7       | Asarja von Juda |
| 15,8–31      | Secharja, Schallum, Menahem, Pekachja und Pekach von Israel                                                        |
| 15,32–39     | Jotam von Juda |
| 16,1–20      | Ahas von Juda – Seine Unterwerfung unter Assur und sein Götzendienst                                               |
| 17,1–6       | Hoschea, letzter König von Israel – Wegführung nach Assur                                                          |
| 17,7–23      | Die Schuld Israels                                                                                                 |
| 17,24–41     | Entstehung des Volkes der Samariter                                                                                |

### 3. Geschichte der Könige Judas (2. Könige 18,1–25,30)
| Kapitel         | Überschrift (nach der Elberfelder Bibel)                                                                                            |
| --------------- | --- |
| 18,1–8          | Hiskia von Juda |
| 18,9–12         | Hoschea von Israel – Wegführung nach Assur                                                                                          |
| 18,13–37        | Belagerung Jerusalems durch Assur – Die Hohnreden des Rabschake                                                                     |
| 19,1–37         | Die Weissagung des Jesaja – Brief des Königs von Assur – Hiskias Gebet und Gottes Antwort durch Jesaja – Abzug des Königs von Assur |
| 20,1–11         | Hiskias Krankheit und Genesung |
| 20,12–21        | Gesandtschaft aus Babel bei Hiskia – Sein Tod                                                                                       |
| 21,1–18         | Manasse von Juda – Sein Götzendienst                                                                                                |
| 21,19–26        | Amon von Juda |
| 22,1–20 –16,7   | Josia von Juda: Fund des Gesetzbuches                                                                                               |
| 23,1–30         | Josias Reformen: Bundeserneuerung, Abschaffung des Götzendienstes, Passahfeier – Sein Tod im Krieg gegen die Ägypter                |
| 23,31–35        | Joahas von Juda |
| 23,36 -24,1–7 - | Jojakim von Juda |
| 24,8–20         | Jojachin von Juda – Erste Eroberung Jerusalems und erste Wegführung nach Babel                                                      |
| 25,1–7          | Und Zedekia empörte sich gegen den König von Babel                                                                                  |
| 25,8–21         | Zerstörung Jerusalems und des Tempels – Zweite Wegführung nach Babel                                                                |
| 25,22–26        | Statthalter Gedalja |
| 25,27–30        | Jojachins Begnadigung |

## Inhalt
- Der Erzählkreis um die Propheten Elija und Elischa
- Das Ende des Reiches Israel (722 v. Chr.)
- Die Reform des Königs Josia (622 v. Chr.)
- Das Ende des Reiches Juda (587 v. Chr.)

### Exemplarische Schwerpunkte

#### 2. Könige 18
- Die Verbindungslinie von Hiskia zu David (V. 3) überrascht in der Hinsicht, dass Hiskias gute Taten mit David verglichen werden, der „das Rechte“ getan haben soll, was in Spannung zur sonstigen Davidsdarstellungen steht, die auch um seine Sünden wissen.
- Zu den guten Taten Hiskias zählt klassischerweise seine Zerstörung von Höhenheiligtümern, Mazzeben und der Aschera (Singular: Kodex Leningradensis, alternativ auch Plural: Ascheren). Untypisch hingegen ist die Erwähnung der Zerstückelung der bronzenen Schlange, die Mose gemacht hatte. Insgesamt geht es nicht um die Monotheismus-Frage, denn alle genannten Elemente können Bezüge zu Adonai haben. Es geht eher um eine Religionspolitik, die sich gegen Bilder und Verehrung an verschiedenen Orten („Höhen“) wendet.
- Die Deportation des Nordreiches wird theologisch dahingehend gedeutet, dass es an den Sünden lag – nämlich dass sie nicht auf Gott gehört haben und den Bund übertreten haben (V.12).
- Hebraistisch wertvoll ist die Aussage in V. 26, dass es scheinbar eine vom Hebräisch zu unterscheidende Dialektsprache gibt, die „Jehudit“ (יְהוּדִית) heißt, also wohl ein südreichspezifischer Dialekt, den laut Text auch der 2.-höchste Mann Assurs (Rabschake) sprechen kann.

## Personen / Wichtiges
- Elija und Elischa
- Ahab
- Jehu
- Untergang Samarias
- Volk der Samariter
- Hiskia
- Manasse (Stamm)
- Joschija
- Untergang Judas